# Philipp III. (Waldeck)

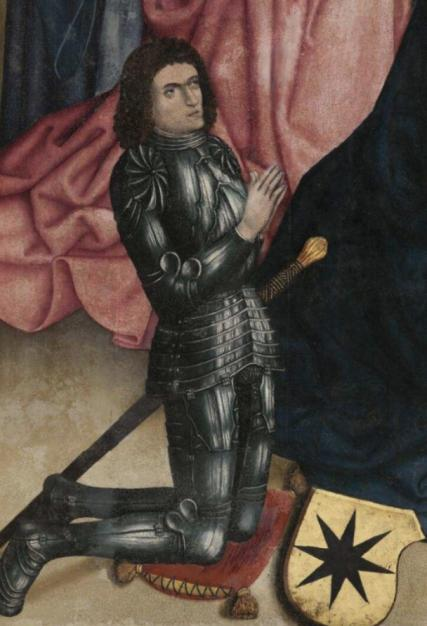
Philipp III. von Waldeck bei seiner Hochzeit (1518)

Philipp III. von Waldeck (* 9. Dezember 1486 in Waldeck auf der Burg Waldeck; † 20. Juni 1539 in Arolsen) war 1524 bis 1539 Graf von Waldeck-Eisenberg.

## Leben
Er war ein Sohn des Grafen Philipp II. von Waldeck-Eisenberg und dessen erster Gemahlin, Katharina zu Solms-Lich. Damit entstammte er dem Haus Waldeck. 1495 wurde er zusammen mit seinem Bruder Georg an der alten Universität Köln (Universitas Studii Coloniensis) immatrikuliert.  Philipp III. folgte seinem Vater 1524 als Graf von Waldeck-Eisenberg.
Um 1520 erbaute er einen Wohnflügel des späteren Schlosses Goldhausen. Der weitere Ausbau erfolgte 1563–1565 durch seinen Sohn Wolrad II.
Schon bald nach seinem Regierungsantritt leitete er mit der „Landordnung“ von 1525 in Waldeck die Reformation ein. Philipp III. und sein Neffe Philipp IV., Graf von Waldeck-Wildungen, beriefen den aus dem kurmainzischen Fritzlar vertriebenen lutherischen Prediger Johann Hefentreger (Johannes Trygophorus) zum Pfarrer der Stadt Waldeck, wo er am 17. Juni 1526 seine Antrittspredigt hielt. Am 26. Juni 1526 ließen sie ihn in der Waldecker Stadtkirche einen lutherischen Gottesdienst halten und führten damit offiziell die Reformation in der Grafschaft ein – vier Monate, bevor Landgraf Philipp I. mit der Homberger Synode die Reformation im benachbarten Hessen einführte. 1529 wurde in der Korbacher Kilianskirche (auf deren Altarbild Philipp als Stifter abgebildet ist) erstmals die lutherische Lehre gepredigt. In der Stadt Korbach konnte Philipp jedoch die Reformation noch nicht durchsetzen.
1526–1530 erwarb Philipp das säkularisierte Antoniterkloster Aroldessen in Arolsen und ließ es zum Residenzschloss umbauen. Sein Hofmeister war erst Johann von Wolmeringhausen und ab 1530 dessen Sohn Hermann von Wolmeringhausen.

## Ehen und Kinder
In erster Ehe heiratete Philipp 1503 Adelheid († 1515), Tochter des Grafen Otto IV. von Hoya. Seine zweite Ehefrau wurde 1519 Anna von Kleve (1495–1567), einzige Tochter des Herzogs Johann II. von Kleve und der Mechthild von Hessen-Marburg. Ihr Bruder hielt sie wegen ihrer Ehe 1517–1519 gefangen.
Aus seiner ersten Ehe hatte Philipp folgende Kinder:
- Otto (1504–1541)
- Elisabeth (1506–1562), heiratete 1525 Jean de Melun, Burggraf von Gent
- Wolrad II. (1509–1578), Begründer der sog. „Mittleren Eisenberger Linie“
- Erika (1511–1560), heiratete 1526 Eberhard von der Mark, Graf von Arenberg, dann 1532 in zweiter Ehe Graf Dietrich V. von Manderscheid-Virneburg

und aus seiner zweiten Ehe:
- Philipp V. (1519/20–1584), 1534 an der alten Universität Köln immatrikuliert, Kleriker
- Johann I. (1521/22–1567), Begründer der „neueren Landauer Linie“, die 1597 ausstarb
- Katharina (1523/24–1583), heiratete 1550 Graf Bernhard VIII. zur Lippe
- Franz (1526–1574), heiratete 1563 Maria Gogreve († 1580)